# Prosper Lucas
Pour les articles homonymes, voir Lucas.
Prosper Lucas, né le 4 novembre 1808 (ou 1805, selon les sources) à Saint-Brieuc et mort le 2 avril 1885 à Mennecy, est un médecin aliéniste français.

## Aperçu biographique
Il a soutenu sa thèse le 28 août 1833, intitulée De l'imitation contagieuse ou de la propagation sympathique des névroses et des mouvements.
Il fut successivement médecin des aliénés de Bicêtre (1864) puis médecin en chef de la division des femmes de l'asile Sainte-Anne de Paris, de 1867 à 1879. Il travaille avec Paul Moreau de Tours, Bénédict Augustin Morell et Théodule Ribot.
Il est le frère d'Hippolyte Lucas. Son amitié avec Émile Zola est demeurée célèbre dans le monde médical.

## Travaux scientifiques
Il est principalement connu pour avoir été l'auteur du Traité philosophique et physiologique de l'hérédité naturelle dans les états de santé et de maladie du système nerveux, avec l'application méthodique des lois de la procréation au traitement général des affections dont elle est le principe. Ouvrage où la question est considérée dans ses rapports avec les lois primordiales, les théories de la génération, les causes déterminantes de la sexualité, les modifications acquises de la nature originelle des êtres, et les diverses formes de névropathie et d'aliénation mentale que Charles Darwin a qualifié dans son ouvrage The Origin of Species (1859) « comme le plus complet et le meilleur à ce sujet ». Prosper Lucas est l'un des inspirateurs de la Théorie de la dégénérescence qu'a synthétisée Bénédict Augustin Morel.
Ses théories ont largement inspiré Émile Zola pour ses romans La Bête humaine et Le Docteur Pascal.
La valeur scientifique de ses écrits est cependant aujourd'hui fortement contestée.

## Œuvres et publications
- De la liberté d'enseignement, Chez Hipolite Chauchard (Paris), 1831, 217 p. , Texte intégral.
- De l'imitation contagieuse ou de la propagation sympathique des névroses et des monomanies, [Thèse de médecine de Paris n° 297], 1833,  impr. Didot jeune (Paris), Texte intégral.
- École et faculté de médecine, 1835 , 66 p.
- Traité philosophique et physiologique de l'hérédité naturelle dans les états de santé et de maladie du système nerveux,  J.-B. Baillière (Paris), 1847-1850,  2 vol.:

1. tome premier (1847)  lire en ligne sur Gallica
2. tome second  (1850) lire en ligne sur Gallica

- Aux électeurs du département des Côtes-du-Nord (19 avril 1849),   Paris, (s. d.) in-4°.